# スパニッシュ・タウン
スパニッシュ・タウン（Spanish Town）は、16世紀から19世紀の間の、スペイン領および英国領時代のジャマイカの首都で、英国国外の最古の聖公会の教会がある。
1534年、スペイン人は、植民地の首都として、ビジャ・デ・ラ・ベガを建設する。後に、それはサンティアゴ・デ・ラ・ベガと呼ばれた。先住民のタイノ族がこの地に住んでいたが、ジャマイカ島南部では最初のヨーロッパ人の居住地となる。1655年に英国がジャマイカを占領した時、スパニッシュ・タウンと改名した。この町が戦争による激しい被害を受けてから、英国統治が開始される間にはポート・ロイヤルに非公式な首都としての機能を移す。1692年、ポート・ロイヤルが地震によって壊滅し、再びスパニッシュ・タウンに首都を建設した。
町の中央には、ロドニー記念館や、1872年までの知事の住居など、いくつかの古い様式の建物がある。かつて世界遺産の暫定リストに記載されていたことがあり、1988年の世界遺産委員会で審議もされたが、登録は見送られた。2015年時点での暫定リストからは除外されている。
スパニッシュ・タウンの人口は148,845人で、急激に増えており、そのため都市の暴力と犯罪が目に見えて増加している。政府による暴力を止めるための施策はどれもうまくいっていない。知事レイモス・ノーティスは、スパニッシュ・タウンの問題は十分な仕事と教育の機会ではなく、多すぎる銃にある、と発言した。